# Distrito de Varanasi
Varanasi (en hindi; वाराणसी ज़िला, urdu; وارانسی ضلع) es un distrito de India en el estado de Uttar Pradesh. Código ISO: IN.UP.VA.
Comprende una superficie de 1 535 km².
El centro administrativo es la ciudad de Varanasi. Dentro del distrito se encuentra la localidad de Harpalpur.

## Demografía
Según censo 2011 contaba con una población total de 3 682 194 habitantes.